# ملعب (حوسبة)
الملعب هو آلية أمان لتشغيل البرامج بطريقة آمنة و يستخدم عادةً من أجل الكود غير المختبر أو غير الموثوق. يزودنا عادة بمجموعة من الموارد المتحكم بها من أجل المستخدم لينفذ البرنامج.
يقدم صندوق الرمل في مجال أمن الحاسوب عادة رقابة مشددة، والبعض من موارد الجهاز الحاسب للبرنامج الضيف فيتم تشغيله على المساحة المسودة هي الجزء المخصص فقط للتخزين المؤقت>في القرص القرص الصلب والذاكرة. عادة ما تكون إمكانية الوصول إلى الشبكة، والقدرة على الاطلاع على نظام التشغيل والقراءة من أجهزة الإدخال غير مسموح بها أو مقيدة بشدة. هذا يعني أن صندوق الاختبارات هو مثال محدد عن الآلة الاختبارية.

## حواش
1. ↑  ويقال له صندوق الرمل